# Micrurus medemi
Micrurus medemi là một loài rắn trong họ Rắn hổ. Loài này được Roze mô tả khoa học đầu tiên năm 1967.